# Monasterio de Vrontesios

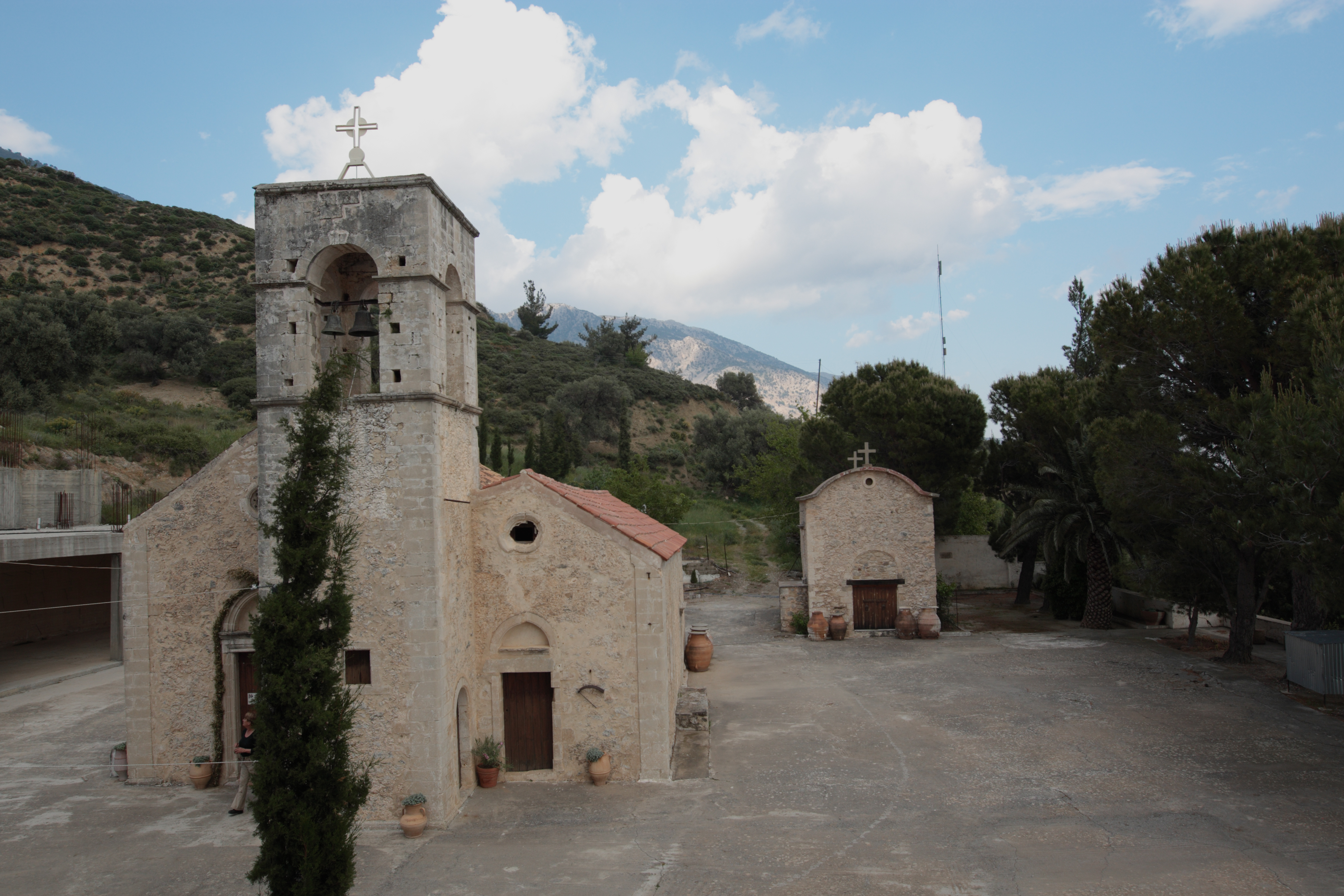
Imagen del monasterio.

El monasterio de Vrontesios o Vrondessios es un monasterio ortodoxo situado en la isla de Creta entre los pueblos de Zarós y Vorizia, en las estribaciones del monte Psiloritis. 
Se desconoce la fecha exacta de su fundación pero hay testimonios de su existencia hacia el año 1400. Se convirtió en uno de los centros espirituales más importantes de la isla durante el siglo XVI y además fue lugar donde florecieron la literatura y las artes. Se cree que trabajó en el monasterio Miguel Damasceno, que realizó varios importantes iconos. 
Igualmente, fue centro de la revolución de 1866 contra la dominación otomana y, como resultado de ello, resultó notablemente dañado. 
El katholikón se compone de dos iglesias aisladas dedicadas a San Antonio y al apóstol Tomás; el ala norte del monasterio es posterior al resto. Los frescos que decoran las iglesias son del siglo XV. A la entrada del monasterio hay una fuente monumental también del siglo XV.